# Gerlingen
Gerlingen là một thị xã ở huyện Ludwigsburg, Baden-Württemberg, Đức. Đô thị này có diện tích 17,54 km², dân số thời điểm ngày 31 tháng 12 năm 2006 là 18.873 người. Đô thị này có cự ly 9 km về phía tây của Stuttgart, và 15 km về phía tây nam của Ludwigsburg. Đô thị kết nghĩa là Seaham của Anh và Vesoul của Pháp.